# Kanton Sarreguemines
Der Kanton Sarreguemines (deutsch Kanton Saargemünd) ist seit 1790 eine Untergliederung des Arrondissements Sarreguemines im Département Moselle in der Region Grand Est (bis 2015 Lothringen) in Frankreich. Sein Hauptort ist Saargemünd.

## Geschichte
Der Kanton wurde am 15. Februar 1790 im Zuge der Einrichtung der Départements als Teil des damaligen „Distrikts Saargemünd“ gegründet. 1801 kam er zum neuen Arrondissement Sarreguemines. Von 1871 bis 1919 sowie von 1940 bis 1944 gab es keine weitere Untergliederung des damaligen „Kreises Saargemünd“. Am 24. Februar 1984 entstand aus Teilen des damaligen Kantons Sarreguemines der Kanton Sarreguemines-Campagne. Bis 2015 gehörte nur noch die Stadt Saargemünd zum Kanton Sarreguemines. Mit der Neuordnung der Kantone in Frankreich stieg die Zahl der Gemeinden 2015 auf 20. Zur bisherigen Gemeinde kamen 17 der 21 Gemeinden des bisherigen Kantons Sarreguemines-Campagne sowie Kalhausen aus dem bisherigen Kanton Rohrbach-lès-Bitche und Willerwald aus dem Kanton Sarralbe hinzu.

## Geografie
Der Kanton liegt im Nordosten des Départements Moselle an der Grenze zu Deutschland.

## Gemeinden
Der Kanton besteht aus 20 Gemeinden mit insgesamt 43.534 Einwohnern (Stand: 1. Januar 2022) auf einer Gesamtfläche von 169,67 km²:
| Gemeinde                   | Mundart Patois                | Deutsch                  | Einwohner (2022) | Fläche (km²) | Code postal | Code Insee |
| -------------------------- | ----------------------------- | ------------------------ | ---------------- | ------------ | ----------- | ---------- |
| Bliesbruck                 | Brigge                        | Bliesbrücken             | 976              | 10,88        | 57200       | 57091      |
| Blies-Ébersing             | Ebersinge                     | Bliesebersingen          | 600              | 5,24         | 57200       | 57092      |
| Blies-Guersviller          | Gerschwiller                  | Bliesgersweiler          | 651              | 3,6          | 57200       | 57093      |
| Frauenberg                 | Frambursch                    | Frauenberg               | 602              | 2,75         | 57200       | 57234      |
| Grosbliederstroff          | Groschbliderschtroff          | Großblittersdorf         | 3.322            | 13,07        | 57520       | 57260      |
| Hambach                    | Hombach                       | Hambach                  | 2.787            | 17,6         | 57910       | 57289      |
| Hundling                   | Hindlinge/Hundlinge/Hunnlinge | Hundlingen               | 1.344            | 6,63         | 57990       | 57340      |
| Ippling                    | Iblinge                       | Iplingen                 | 790              | 3,29         | 57990       | 57348      |
| Kalhausen                  | Kalhausen                     | Kalhausen                | 779              | 13,52        | 57412       | 57355      |
| Lixing-lès-Rouhling        | Lixinge                       | Lixingen                 | 810              | 4,22         | 57520       | 57408      |
| Neufgrange                 | Schire/Nej-Schire             | Neuscheuern              | 1.349            | 7,17         | 57910       | 57499      |
| Rémelfing                  | Rimelfinge                    | Remelfingen              | 1.308            | 2,62         | 57200       | 57568      |
| Rouhling                   | Ruhlinge                      | Ruhlingen                | 1.965            | 6,02         | 57520       | 57598      |
| Sarreguemines              | Saargemìnn                    | Saargemünd               | 20.324           | 29,67        | 57200       | 57631      |
| Sarreinsming               | Ääsminge/Äänsminge            | Saareinsmingen           | 1.206            | 6,98         | 57905       | 57633      |
| Wiesviller                 | Wiiswiller                    | Wiesweiler               | 908              | 8,83         | 57200       | 57745      |
| Willerwald                 | Willerwald                    | Willerwald               | 1.519            | 6,31         | 57430       | 57746      |
| Wittring                   | Wittringe                     | Wittringen               | 741              | 8,09         | 57905       | 57748      |
| Wœlfling-lès-Sarreguemines | Welfling                      | Wolfingen bei Saargemünd | 697              | 6,24         | 57200       | 57750      |
| Zetting                    | Settinge/Zettinge             | Settingen                | 856              | 6,94         | 57905       | 57760      |
| Kanton Sarreguemines       | Saargemìnn                    | Saargemünd               | 43.534           | 169,67       | -           | -          |

Bis zur landesweiten Neuordnung der französischen Kantone im März 2015 gehörte zum Kanton Sarreguemines die Stadt Saargemünd. Sein Zuschnitt entsprach einer Fläche von 29,67 km2. Er besaß vor 2015 einen anderen INSEE-Code als heute, nämlich 5730.

## Bevölkerungsentwicklung des alten Kantons
| 1962   | 1968   | 1975   | 1982   | 1990   | 1999   | 2006   | 2012   |
| ------ | ------ | ------ | ------ | ------ | ------ | ------ | ------ |
| 23.664 | 25.079 | 25.684 | 24.719 | 23.117 | 23.202 | 21.733 | 21.605 |

## Politik
Im 1. Wahlgang am 22. März 2015 erreichte keines der vier Kandidatenpaare die absolute Mehrheit. Bei der Stichwahl am 29. März 2015 gewann das Gespann Jean-Claude Cunat/Evelyne Firtion (beide DVD) gegen Florence Giannetti/Pascal Jenft (beide FN) mit einem Stimmenanteil von 59,33 % (Wahlbeteiligung:43,78 %).
Seit 1945 hatte der Kanton folgende Abgeordnete im Rat des Départements:
| Vertreter im conseil général (1) des Départements | Vertreter im conseil général (1) des Départements | Vertreter im conseil général (1) des Départements |
| Amtszeit                                          | Name                                              | Partei                                            |
| ------------------------------------------------- | ------------------------------------------------- | ------------------------------------------------- |
| 1945–1949                                         | André Schaaff                                     |                                                   |
| 1949–19..                                         | … Klein                                           | DVD                                               |
| 19..–1967                                         | Joseph Massing                                    | DVD                                               |
| 1967–1973                                         | Etienne Hinsberger                                | Union des démocrates pour la République (UDR)     |
| 1973–1985                                         | Robert Pax                                        | , Centriste, danach UDF-CDS                       |
| 1985–1992                                         | Georges Faivre                                    | RPR                                               |
| 1992–2004                                         | Robert Pax                                        | DVG, danach DVD                                   |
| 2004–2011                                         | Jean-Marie Buchheit                               | UMP                                               |
| 2011–2015                                         | Jean-Claude Cunat                                 | DVD                                               |
| 2015–                                             | Jean-Claude Cunat Evelyne Firtion                 | DVD                                               |

(1) seit 2015 Departementrat